# Солодков Андрій Андрійович
Солодков Андрій Андрійович - український юрист.
Народився 12 березня 1968 року в місті Харків.
Має вищу юридичну освіту. У 1991 році закінчив Українську юридичну академію ім. Ф. Е. Дзержинського (нині - Національний університет “Юридична академія України імені Ярослава Мудрого”).
Трудову діяльність розпочав у 1985 році. 
Після закінчення Української юридичної академії ім. Ф. Е. Дзержинського з 1991 по 1996 роки працював у Східно-Українській транспортній прокуратурі.
З 1996 по 2006 роки – суддя Дзержинського районного суду м. Харкова. З 2006 року працював на посадах судді, заступника голови судової палати у цивільних справах, секретаря судової палати у цивільних справах Апеляційного суду Харківської області. 
З травня 2011 року обіймав посаду голови Апеляційного суду Харківської області.
Постановою Верховної Ради України від 18 квітня 2013 року № 206-VI обраний суддею Вищого спеціалізованого суду України з розгляду цивільних і кримінальних справ.
Рішенням Вищої ради юстиції від 16 травня 2013 року № 221/0/15-13 призначений на посаду Голови Вищого спеціалізованого суду України з розгляду цивільних і кримінальних справ.